# 油断大敵 (トムとジェリー)
『油断大敵』（ゆだんたいてき、I'm Just Wild About Jerry、1965年）は、『トムとジェリー』の作品のひとつ。原題は、1920年代の有名な歌I'm Just Wild About Harryの言葉遊びである。

## 作品内容
ジェリーといつもの追いかけっこを繰り広げていたトムだったが、踏み切りに飛び出してしまい往復電車に2度も轢かれる、デパートに突入すれば入口のメールスロットに尻尾を引っ掛けてしまったり等、色々ついていない。おもちゃ売り場のラジコン消防車を操りジェリーを追い詰めてみせたかと思えば、巡り合わせの悪さによりボウリングの球が頭に直撃してしまう。
その後、売り場のネズミ人形に紛れ込むジェリーをついに捕えそれをピンポン球代わりに「一人卓球」で遊び始めるが、すかさずジェリーが手にしたハンマーで頭を打ちぬかれる、気送管に入れられ変形する、再び屋外の線路へ投げ出される等、またまた踏んだりけったり。
これらは偏に、一度上手くジェリーをやり込めた事によって生じたトム自身の油断が招いた産物である。
だが、3本目の電車はトムを轢くことなくそのまま横切り去っていった。ジェリーがポイントを切り替えたためである。「天使」のような慈悲深さを見せたジェリーは、トムの無事を認めるとそのまま月夜を飛び去って行った。

## 登場キャラクター
トム
いつものようにジェリーを追いかけ、度々追い詰めてみせるが自身の油断が災いし逆転の機会を逃してしまう。最後は路面電車に轢かれかけていたところをジェリーに助けられた。
ジェリー
デパートへ逃げ込み、追いかけて来るトムをあの手この手でやり過ごす。最後はトムをデパートから屋外の線路まで追い出すが、路面電車のポイントを切り替えトムを救出した。
ラジコン消防車
トムがジェリーを捕まえるために操った。先頭部（ボンネット）が顔のように描かれておりジェリーを食べようとする。だが、ジェリーが逃げた際に転がり落ちて来たボウリングの球に驚いて逃げ出した。